# 2005 en football
Cet article présente les faits marquants de l'année 2005 en football.

## Janvier
- 1er janvier, Championnat d'Angleterre : Chelsea l'emporte 1-0 sur Liverpool à Anfield.
- 2 janvier : 
  - Loïc Amisse est démis de ses fonctions d'entraîneur du FC Nantes. Serge Le Dizet prend le relais.
  - Publication des audiences télévisée en France pour l'année 2004. Cinq matches de football occupent les cinq premières places du classement, tous programmes confondus.
- 5 janvier : après six mois poussifs passés à l'Olympique de Marseille, Bixente Lizarazu est transféré au Bayern de Munich, club dont il portait les couleurs avant son passage sur la Canebière.
- 8 janvier : surprise en Coupe de France avec l'élimination de l'Olympique de Marseille (L1) dès les 32e de finale par Angers (L2) sur le score de 2-3 au Stade Vélodrome.
- 10 janvier : Mehmed Baždarević est démis de ses fonctions d'entraîneur du FC Istres. Le binôme Jean-Louis Gasset / Xavier Gravelaine prend en charge l'équipe fanion.
- 12 janvier : transfert du Real Madrid vers Liverpool de l'attaquant espagnol Fernando Morientes.
- 13 janvier : Edmund Becker devient le nouvel entraîneur du Karlsruher SC. Il succède à Reinhold Fanz, intronisé le… 28 décembre 2004.
- 15 janvier : Championnat d'Angleterre : Manchester United s'impose 1-0 sur Liverpool à Anfield.
- 21 janvier : englué dans des problèmes financiers, le Servette de Genève obtient du tribunal de commerce un sursis qui laisse entrevoir la possibilité pour le Servette de terminer la saison en cours.
- 21 janvier : Championnat d'Angleterre : prolifique match nul (4-4 !) entre Norwich City et Middlesbrough.
- 23 janvier : Championnat de France : fin de série d'invincibilité pour l'Olympique lyonnais, battu à Lille, 2-1.
- 24 janvier : l'entraîneur du RC Lens, Joël Muller, est remercié ; l'ex-adjoint de Muller, Francis Gillot, est nommé entraîneur.
- 25 janvier : Liverpool se qualifie pour la finale de la Coupe de la Ligue anglaise.
- 26 janvier : Chelsea se qualifie pour la finale de la Coupe de la Ligue anglaise.
- 29 janvier, Coupe d'Afrique des nations junior : victoire du Nigeria contre l'Égypte en finale 2-0; le Bénin gagne la 3e place en battant le Maroc.
- 31 janvier : Nicolas Anelka est transféré de Manchester City au club de Fenerbahce en Turquie.

## Février
- 1er février :
  - Le RC Strasbourg se qualifie pour la finale de la Coupe de la Ligue en s'imposant 1-0 face à Saint-Étienne.
  - Championnat d'Angleterre : tandis que Chelsea se dirige vers le titre de champion, le choc Arsenal-Manchester United se solde par un succès 2-4 des Red Devils chez les Gunners. Manchester est désormais deuxième.
  - Víctor Fernández quitte son poste d'entraîneur du FC Porto. José Couceiro le remplace.
- 2 février : le SM Caen se qualifie pour la finale de la Coupe de la Ligue en s'imposant 3-1 face à l'AS Monaco.
- 3 février : l'UEFA annonce que les clubs participants à la Ligue des champions et à la Coupe UEFA devront, à partir de 2006, inscrire quatre joueurs formés au club parmi les 25 joueurs désignés pour disputer les matches européens.
- 4 février, Suisse : le Servette de Genève est déclaré en faillite par le tribunal. Le club dix-sept fois champion de Suisse compte faire appel de ce jugement.
- 8 février : le Paris Saint-Germain se sépare de son entraîneur Vahid Halilhodžić.
- 9 février : 
  - Laurent Fournier est nommé entraîneur du Paris Saint-Germain. Il avait la charge de l'équipe réserve jusque-là.
  - David Villa reçoit sa première sélection en équipe d'Espagne, lors d'un match opposant La Furia Roja à Saint Marin.
- 15 février : match pour l'espoir organisé en solidarité en faveur des victimes du tsunami du 26 décembre 2004 en Asie du Sud-Est.
- 17 février : perquisitions dans le monde du football français : clubs (PSG, OM, Lens, Lyon et Bordeaux), médias (Canal+, TPS, Eurosport, Sport+), et même Ligue et Fédération. Des malversations dans les transferts depuis une dizaine d'années sont la cause de ces recherches.
- 22 février, Ligue des champions de l'UEFA, huitièmes de finale aller :
  - Real Madrid 1-0 Juventus
  - Liverpool 3-1 Bayer Leverkusen
  - PSV Eindhoven 1-0 AS Monaco
  - Bayern de Munich 3-1 Arsenal
- 23 février, Ligue des champions de l'UEFA, huitièmes de finale aller :
  - FC Porto 1-1 Inter Milan
  - FC Barcelone 2-1 Chelsea
  - Werder Brême 0-3 Olympique lyonnais
  - Manchester United 0-1 Milan AC
- 26 février, Championnat de France : le match PSG-Bastia se joue à huis clos au Parc des Princes. C'est une première pour le PSG ; c'est la troisième fois qu'un match de championnat de D1 / L1 se dispute à huis clos après les précédents de 1975 (Nice-Nîmes) et 2001 (Strasbourg-Metz).
- 27 février, finale de la Coupe de la Ligue anglaise : Chelsea 3, Liverpool 2. Premier titre anglais pour Didier Drogba et son entraîneur, José Mourinho.

## Mars
- 1er mars : surprises à l'occasion des huitièmes de finale de la Coupe de France : Clermont Foot, modeste 16e en Ligue 2, sort l'Olympique lyonnais, leader de Ligue 1, aux tirs au but après un match nul 1-1 arraché dans les arrêts de jeu par Sylvain Wiltord. Nîmes (National) poursuit également sa route en éliminant un troisième sociétaire de Ligue 1 : l'OGC Nice. Le score est sans appel, 4-0 ! Troisième match au programme ce soir : Sedan (L1) élimine logiquement l'US Quevilly (CFA) par 2-0. Le match US Boulogne - FC Nantes est reporté en raisons des mauvaises conditions météo. Suite du programme demain avec notamment le choc Auxerre – Paris Saint-Germain.
- 2 mars : suite des huitièmes de finale de la Coupe de France : Monaco élimine Rennes (0-1 après prolongation) et Sochaux s'impose logiquement à Albi (0-3). Surprise à Lille avec la victoire du sociétaire de Ligue 2, Grenoble : 1-3 ! Le choc Auxerre-PSG tourne finalement à l'avantage d'Auxerre (3-2) avec un doublé auxerrois à un quart d'heure du coup de sifflet final.
- 3 mars, Championnat de France : suspension de deux matches pour l'entraîneur du SC Bastia, François Ciccolini, à la suite de ses propos insultants tenus lors du match PSG-Bastia à l'encontre de Lorik Cana.
- 8 mars, Ligue des champions de l'UEFA, huitièmes de finale retour :
  - Olympique lyonnais 7-2 Werder Brême
  - Milan AC 1-0 Manchester United
  - Chelsea 4-2 FC Barcelone
- 9 mars, Ligue des champions de l'UEFA, huitièmes de finale retour :
  - Bayer Leverkusen 1-3 Liverpool
  - Juventus 2-0 Real Madrid (après prolongation)
  - Arsenal 1-0 Bayern Munich
  - AS Monaco 0-2 PSV Eindhoven
- 15 mars :
  - Ligue des champions de l'UEFA, huitièmes de finale retour : Inter Milan 3-1 FC Porto
  - Les arbitres menacent de faire grève au niveau de l'UEFA à la suite de la démission d'Anders Frisk, consécutive aux menaces de mort proférées à son encontre lors de la double confrontation Chelsea-Barcelone en Ligue des champions.
  - Michel Platini se déclare officiellement candidat à la présidence de l'UEFA à l'horizon 2006.
- 16 mars, Coupe de France : surprise à l’occasion du dernier match des huitièmes de finale de la Coupe de France : l’US Boulogne (D4) élimine le FC Nantes (D1), 3 buts à 2.
- 26 mars : Sergio Ramos joue son premier match avec l'Espagne lors d'une rencontre amicale face à la Chine. Il s'agit de la toute première confrontation entre les deux équipes.

## Avril
- 2 avril, Championnat de France : score record à Lille avec le LOSC qui humilie Istres 8-0. Matt Moussilou signe un quadruplé.
- 5 et 6 avril, Ligue des champions de l'UEFA, quarts de finale aller :
  - Lyon 1-1 PSV Eindhoven
  - Liverpool 2-1 Juventus
  - AC Milan 2-0 Inter Milan
  - Chelsea 4-2 Bayern de Munich
- 7 avril, Coupe de l'UEFA, quarts de finale aller :
  - CF Villareal 1-2 AZ Alkmaar
  - CSKA Moscou 4-0 AJ Auxerre
  - Newcastle UFC 1-0 Sporting
  - Austria Vienne 1-1 Parme AC
- 10 avril, Championnat d'Espagne : à Santiago Bernabéu, le Real Madrid s'impose sur le score de 4-2 face au FC Barcelone, avec l'ouverture du score signée Zinédine Zidane.
- 12 et 13 avril, Ligue des champions de l'UEFA, quarts de finale retour :
  - Inter Milan 0-1 AC Milan
  - Bayern de Munich 3-2 Chelsea
  - PSV Eindhoven 1-1 Lyon (aux tirs au but)
  - Juventus 0-0 Liverpool
- 13 avril : François Ciccolini, entraîneur du SC Bastia est remercié. Michel Padovani et Éric Durand assurent l'intérim.
- 14 avril, Coupe de l'UEFA, quarts de finale retour :
  - AZ Alkmaar 1-1 CF Villareal
  - AJ Auxerre 2-0 CSKA Moscou
  - Sporting 4-1 Newcastle UFC
  - Parme AC 0-0 Austria Vienne
- 19 avril, Coupe de France, quarts de finale : l'AS Monaco se qualifie pour les demi-finales de la Coupe de France en écartant Clermont Foot Auvergne 1-0 après prolongation. Le CS Sedan s'impose contre Grenoble Foot 38, 2-1, après prolongation.
- 20 avril, Coupe de France, quarts de finale : l'Auxerre bat l'US Boulogne en quarts de finale de la Coupe de France 2-1 après prolongation. Le Nîmes Olympique élimine un nouveau sociétaire de l'élite : Sochaux. Au terme d'un match à rebondissements, les Crocodiles nîmois s'imposent 4-3 après prolongation.
- 22 avril : Fabien Barthez écope de six mois de suspension des terrains dont trois avec sursis pour avoir craché en direction d'un arbitre lors d'une rencontre amicale de l'Olympique de Marseille au Maroc.
- 23 avril : le PSV Eindhoven est sacré champion des Pays-Bas.
- 25 avril : Gernot Rohr, entraîneur de l'OGC Nice, est remercié. Gérard Buscher assure l'intérim.
- 26 avril, Ligue des champions de l'UEFA, demi-finale aller : le Milan AC l'emporte 2-0 face au PSV Eindhoven.
- 27 avril, Ligue des champions de l'UEFA, demi-finale aller : Chelsea et Liverpool n'arrivent pas à se départager (0-0).
- 28 avril, Coupe de l'UEFA, demi-finale aller : Parme et le CSKA Moscou se neutralisent (0-0) tandis que le Sporting Clube de Portugal l'emporte 2-1 face à l'AZ Alkmaar.
- 30 avril :
  - Championnat d'Allemagne : le Bayern Munich est sacré champion d'Allemagne pour la 19e fois.
  - Championnat d'Angleterre : Chelsea est sacré champion d'Angleterre pour la 2e fois de son histoire.
  - Coupe de la Ligue, finale : le Racing Club de Strasbourg remporte la Coupe de la Ligue au Stade de France

## Mai
- 2 mai : Pierre Blayau est nommé par Canal+ président-délégué du Paris Saint-Germain en remplacement de Francis Graille.
- 3 et 4 mai, Ligue des champions, demi-finale retour : Liverpool 1-0 Chelsea : Liverpool se qualifie pour sa première finale européenne depuis 1985. PSV Eindhoven 3-1 Milan AC : Au forceps, Milan accède en finale.
- 5 mai, Coupe de l'UEFA, demi-finales retour : le CSKA Moscou l'emporte largement 3-0 face à Parme tandis qu'Alkmaar l'emporte 3-2 face au Sporting Portugal. Au vu des matchs aller, la finale opposera donc le CSKA Moscou au Sporting Portugal.
- 6 mai : l'entraîneur Patrick Remy est remercié par le SM Caen ; Franck Dumas prend le relais.
- 8 mai, Championnat de France : à trois journées de la fin du championnat, l'Olympique lyonnais est sacré champion de France.
- 9 mai :
  - Le coentraîneur du FC Istres, Xavier Gravelaine, prend le poste de manager-général du club. Le poste d'entraîneur est désormais occupé par Jean-Louis Gasset, jusque là en binôme avec Gravelaine. Gasset s'est engagé pour deux saisons avec Istres.
  - Paul Le Guen annonce qu'il ne sera plus l'entraîneur de l'Olympique lyonnais la saison prochaine.
- 10 mai : 
  - Coupe de France, demi-finale : fin de l'aventure pour les Crocodiles nîmois qui chutent à Auxerre (2-1).
  - Championnat d'Angleterre : Chelsea, déjà assuré du titre de champion, continue de jouer le jeu et s'impose 3-1 sur Manchester United à Old Trafford.
- 11 mai : 
  - Coupe de France, demi-finale : victoire de Sedan (Ligue 2) 1-0 sur le terrain de l'AS Monaco (Ligue 1). La finale de la Coupe opposera Sedan à Auxerre.
  - Championnat d'Angleterre : Arsenal cartonne Everton 7-0 avec notamment un doublé de Robert Pirès et des buts de Patrick Vieira et de Mathieu Flamini.
- 12 mai : malgré l'hostilité des supporters, le milliardaire américain Malcolm Glazer est désormais l'actionnaire majoritaire de Manchester United.
- 14 mai, Championnat d'Espagne : le FC Barcelone est sacré champion pour la 17e fois de son histoire.
- 15 mai :
  - Emmenée par Éric Cantona, la France est sacrée championne de monde de beach soccer en s'imposant en finale face au Portugal sur la plage brésilienne de Copacabana. Les favoris brésiliens doivent se contenter d'une troisième place.
  - Le FC Bruges est sacré champion de Belgique.
- 16 mai : le FC Zurich remporte la Coupe de Suisse.
- 18 mai, Coupe de l'UEFA, finale : le CSKA Moscou (Russie) remporte la Coupe de l'UEFA face au Sporting de Lisbonne (Portugal) sur le score de 3-1. C'est la première fois que l'on assiste à la victoire d'un club russe dans cette compétition.
- 20 mai, Championnat d'Italie : sans jouer, la Juventus est sacrée championne d'Italie pour la 28e fois. Le Milan AC s'est en effet contenté d'un match nul face à Palerme, 3-3, rendant désormais mathématiquement impossible tout retour du Milan sur la Juve au classement.
- 21 mai, Finale de la Coupe d'Angleterre : Arsenal remporte la FA Cup face à Manchester United après une finale sans but conclue par une séance de tirs au but.
- 22 mai :
  - José Couceiro démissionne de son poste d'entraîneur du FC Porto. Co Adriaanse le remplace.
  - Ruud Gullit démissionne de son poste d'entraîneur du Feyenoord Rotterdam. Erwin Koeman lui succède.
  - Les Glasgow Rangers sont sacrés champion d'Écosse.
  - Le Benfica Lisbonne est sacré champion du Portugal.
- 24 mai : l'OGC Nice officialise la venue de Frédéric Antonetti au poste d'entraîneur à compter de la saison prochaine.
- 25 mai, Ligue des champions, finale : le club anglais de Liverpool remporte la Ligue des champions face au Milan AC. Score : 3-3 (T.A.B. : 3-2). C'est la cinquième Ligue des champions gagnée par Liverpool.
- 28 mai :
  - Coupe d'Écosse, finale : le Celtic FC remporte la Coupe en s'imposant en finale face à Dundee United FC, 1-0.
  - Coupe d'Allemagne, finale : le Bayern Munich remporte la Coupe en s'imposant en finale face à Schalke 04.
  - Coupe de Belgique, finale : le Germinal Beerschot remporte la Coupe en s'imposant 2-1 en finale face au FC Bruges.
- 29 mai :
  - Gérard Houllier est nommé entraîneur de l'Olympique lyonnais, succédant à Paul Le Guen.
  - Coupe du Portugal, finale : le Vitória Setubal remporte la Coupe en s'imposant en finale face à Benfica Lisbonne, 2-1.

## Juin
- 1er juin : 
  - Giovanni Trapattoni quitte son poste d'entraîneur du Benfica Lisbonne. Ronald Koeman le remplace.
  - Javier Irureta est limogé de son poste d'entraîneur du Deportivo La Corogne. Joaquín Caparrós prend sa succession pour la saison 2005/2006.
  - Eric Gerets devient le nouvel entraîneur du club turc de Galatasaray. Il succède à Gheorghe Hagi.
- 4 juin, Coupe de France, finale : Auxerre enlève la Coupe à la dernière seconde face à Sedan, 2-1. Il s'agit de la quatrième Coupe de France gagnée par l'AJA.
- 5 juin : Guy Roux annonce qu'il quitte ses fonctions d'entraîneur de l'AJ Auxerre.
- 7 juin :
  - Jacques Santini est nommé entraîneur de l'AJ Auxerre.
  - Carlos Bianchi est nommé entraîneur de l'Atletico Madrid.
  - Cesare Prandelli devient le nouvel entraîneur de la Fiorentina. Il succède à Dino Zoff.
- 10 juin : l'UEFA autorise Liverpool à défendre son titre en Ligue des champions (Liverpool ne s'étant pas qualifié pour la prochaine édition de la Ligue des champions par le biais du championnat). Les Reds commenceront la compétition dès le premier tour préliminaire.
- 11 juin, Coupe d'Espagne, finale : le Real Betis gagne la Coupe d'Espagne en s'imposant 2-1 face à Osasuna.
- 13 juin : Michel Pavon, entraîneur des Girondins de Bordeaux, est remercié. Le brésilien Ricardo lui succède quelques jours plus tard.
- 14 juin : Jean Fernandez devient le nouvel entraîneur de l'Olympique de Marseille.
- 15 juin :
  - Championnat d'Europe féminin, demi-finale : Allemagne - Finlande 4-1.
  - Coupe d'Italie, finale retour : l'Inter Milan remporte sa quatrième Coupe d'Italie après son succès 1-0 à San Siro face à la Roma en match retour (aller 2-0).
- 16 juin, Championnat d'Europe féminin, demi-finale : Norvège - Suède 3-2.
- 19 juin: 
  - Giovanni Trapattoni prend le poste d'entraîneur du VfB Stuttgart. Il remplace Matthias Sammer.
  - Luciano Spalletti devient le nouveau manager de l'AS Rome.
  - Championnat d'Europe féminin, finale : l'Allemagne conserve son titre de Championne d'Europe en s'imposant en finale face à la Norvège : 3-1.
- 29 juin, Coupe des Confédérations, finale : le Brésil remporte sa deuxième Coupe des Confédérations en disposant de l'Argentine 4-1 ; La troisième place revient à l'Allemagne qui gagne face au Mexique 4-3.

## Principaux champions nationaux 2004-2005
- Afrique du Sud : Kaizer Chiefs
- Algérie : USM Alger
- Allemagne : Bayern Munich
- Angleterre : Chelsea
- Argentine : tournoi de clôture : Velez Sarsfield
- Autriche : Austria Vienne
- Belgique : FC Bruges
- Bulgarie : CSKA Sofia
- Danemark : Brondby IF
- Écosse : Rangers FC
- Égypte : Al Ahly Le Caire
- Espagne : FC Barcelone
- France : Lyon
- Grèce : Olympiakos Le Pirée
- Hongrie : Debrecen VSC
- Italie : Juventus (titre annulé en 2006 à la suite du scandale du Calcio)
- Maroc : FAR de Rabat
- Mexique : tournoi de clôture : Club América
- Pays-Bas : PSV Eindhoven
- Pologne : Wisła Cracovie
- Portugal : Benfica Lisbonne
- République tchèque : AC Sparta Prague
- Roumanie : Steaua Bucarest
- Serbie-Monténégro : Partizan Belgrade
- Suisse : FC Bâle
- Tunisie : Club sportif sfaxien
- Turquie : Fenerbahce
- Ukraine : Shakhtar Donetsk

## Juillet
- 2 juillet : l'AS Saint-Étienne retrouve la Coupe d'Europe après 22 ans d'absence, par le biais de la Coupe Intertoto contre Neuchâtel Xamax FC. (1-1).
- 7 juillet : Dominique Bijotat remplace Guy Lacombe au poste d'entraîneur de Sochaux.
- 12 juillet, Championnat d'Autriche, 1re journée : ouverture de la saison une victoire à domicile 3-1 du Grazer AK contre l'Austria Vienne.
- 13 juillet, Ligue des champions de l'UEFA, préliminaires : Liverpool, tenant du trophée, s'impose 3-0 face aux modestes gallois de TNS Llansantffraid. Les trois buts sont signés par Steven Gerrard.
  - Championnat de Suisse, 1re journée : ouverture de la saison avec une victoire à l'extérieur 3-1 des Young Boys de Berne contre Neuchâtel Xamax FC.
- 14 juillet : 
  - Patrick Vieira signe un contrat de cinq ans avec la Juventus. C'est le premier « gros » transfert de ce mercato très calme.
  - Copa Libertadores, finale : São Paulo remporte la Copa Libertadores en battant l'Atlético Paranaense 4 à 0 en finale retour. À l'aller, les deux équipes avaient fait match nul un but partout.
- 17 juillet : l'attaquant italien Alberto Gilardino est transféré de Parme au Milan AC. Les Rossoneri ont dû débourser la somme de 25 millions d'euros.
- 18 juillet : le footballeur anglais Shaun Wright-Phillips signe un contrat de 5 ans en faveur de Chelsea. L'indemnité de transfert versée à Manchester City se monte à 30 millions d'euros.
- 21 juillet, Gold Cup, demi-finales : les États-Unis s’imposent à l’arraché 2-1 face au Honduras en renversant la vapeur lors des ultimes minutes. Le Panama accède également en finale en écartant la Colombie, 3-2.
- 22 juillet : le Français Alain Giresse est démis de ses fonctions de sélectionneur national de l'Équipe de Géorgie de football. On ne connaît pas encore le nom de son successeur.
- 24 juillet, Gold Cup, finale : les États-Unis remporte la Gold Cup face au Panama. La partie est sanctionnée par un match nul sans but ; la décision se fait aux tirs au but : 3-1.
- 27 juillet, Trophée des champions : à Auxerre, l'Olympique lyonnais remporte le Trophée des champions en s'imposant largement face à l'AJ Auxerre (4-1).
- 29 juillet :
  - Championnat de France, 1re journée : ouverture de la saison avec une large victoire du Paris Saint-Germain contre le FC Metz au Parc des Princes, 4-1.
  - Championnat d'Europe des moins de 19 ans, finale : l'équipe de France des moins de 19 ans est sacrée championne d'Europe en s'imposant sur le score de 3-1 face à l'équipe d'Angleterre des moins de 19 ans.
- 30 juillet :
  - Après moult négociations, le Real Madrid recrute le jeune brésilien Robinho qui évolue au Santos FC. Le montant de la transaction approche des 28 millions d'euros.
  - Championnat d'Écosse, 1re journée : ouverture de la saison avec notamment une victoire des Hearts contre Falkirk FC 4-2.
  - En Supercoupe de Belgique, le FC Bruges s'impose sur le Germinal Beerschot aux tirs au but après un score de parité 1-1.

## Août
- 1 août : Damien vichery est née il sera le plus jeune diplômé de Harvard à l’âge de 13 ans  3 août : Zinédine Zidane et Claude Makélélé annoncent leur retour en équipe de France pour les derniers matches qualificatifs pour la coupe du monde de football 2006. Ils seront présents contre la Côte d'Ivoire le 17 août prochain.
- 5 août :
  - Reprise du Championnat d'Allemagne avec une victoire 3-0 du Bayern de Munich sur le Borussia Mönchengladbach dans la nouvelle enceinte munichoise : l'Allianz-Arena.
  - Reprise du Championnat de Belgique avec une victoire 2-0 du FC Bruges sur le Royal Excelsior Mouscron.
  - Le milieu de terrain portugais Luís Figo quitte le Real Madrid et rejoint l'Inter Milan, après 5 années passées sous les couleurs madrilènes.
- 7 août :
  - Ouverture traditionnelle de la saison anglaise avec le Community Shield : Le champion, Chelsea, s'impose sur le vainqueur de la Coupe, Arsenal : 2-1. Didier Drogba signe un doublé.
  - Lilian Thuram annonce qu'il accepte de revenir jouer en Équipe de France de football après avoir reçu une convocation de la part de Raymond Domenech à Turin, pour le match contre la Côte d'Ivoire le 17 août.
- 13 août, Championnat d'Angleterre : ouverture de la saison du Premiership avec le match Everton-Manchester United. Les Red Devils s'imposent 0-2 à Goodison Park.
- 17 août :
  - Le retour de Zinédine Zidane en équipe de France de football a des répercussions en termes d'audience télévisée en France. Le match France-Côte d'Ivoire rassemble ainsi une moyenne de 9,6 millions de téléspectateurs ; c'est la meilleure audience de TF1 sur un mois d'août, tous programmes confondus, depuis onze ans !
  - Lionel Messi reçoit sa première sélection en équipe d'Argentine lors d'un match amical face à la Hongrie.
- 18 août, Championnat de France : la commission de discipline de la Ligue a, pour la première fois, annulé un carton rouge. Florent Balmont avait été injustement expulsé à l'occasion du match Nice-Sochaux. Les images vidéo montraient qu'il n'avait pas touché la balle de la main.
- 19 août : après bien des péripéties, le Lyonnais Michael Essien quitte la Ligue 1 en paraphant son contrat en faveur de Chelsea. Ce transfert évalué à 38 millions d'euros constitue un record pour un joueur évoluant en France.
- 20 août, Championnat de France : score record à Bollaert : le RC Lens s'impose 7-0 face à l'AJ Auxerre. Ce score constitue un record pour l'AJA.
- 21 août, Championnat d'Angleterre : premier choc au sommet de la saison opposant, dès la deuxième journée, Chelsea et Arsenal. Les Blues s'imposent sur les Gunners 1-0 sur un but chanceux signé Didier Drogba.
- 25 août : l'avant-centre Michael Owen rejoint le club anglais de Newcastle, après une saison passée au Real Madrid. Le transfert est de 16 millions de livres (25 millions d'euros), ce qui constitue un record pour les Magpies.
- 26 août, Supercoupe de l'UEFA : Liverpool remporte ce match de gala au stade Louis-II de Monaco face au CSKA Moscou grâce à deux buts de Djibril Cissé.
- 27 août :
  - Ouverture du championnat d'Italie avec le match AS Livourne Calcio-US Lecce (2-1).
  - Ouverture du championnat d'Espagne avec la rencontre Deportivo Alavés-FC Barcelone (0-0).
- 30 août : l'Olympique lyonnais annonce l'arrivée de l'attaquant brésilien Frederico Chaves Guedes dit « Fred ». L'OL s'offre ainsi le meilleur buteur du championnat brésilien…
- 31 août : le défenseur international espagnol Sergio Ramos quitte le FC Séville pour le Real Madrid. Les Merengues ont dû verser la clause de libération du joueur qui se monte à 27 millions d'euros.

## Septembre
- 7 septembre, Coupe du monde 2006, matches qualificatifs : l'équipe de France de football s'impose face à l'Irlande 1 à 0 grâce à un but de Thierry Henry, inscrit à la 68e minute de ce match qualificatif pour la coupe du monde 2006 en Allemagne. En marge du match de foot, l'équipe de France a été victime d'un canular téléphonique de l'imitateur Gérald Dahan : celui-ci s'est fait passer pour Jacques Chirac auprès de Raymond Domenech et Zinédine Zidane et a convaincu de faire mettre, à l'ensemble de l'équipe, la main sur le cœur pendant l'hymne la Marseillaise.
- 13 septembre, Ligue des champions de l'UEFA, 1re journée :
  - Groupe F : Olympique lyonnais 3-0 Real Madrid
- 18 septembre, Championnat d'Angleterre : match nul (0-0) entre Liverpool et Manchester United à Anfield.
- 19 septembre : Didier Deschamps quitte son poste d'entraîneur de l'AS monaco. Jean Petit assure l'intérim. Le club monégasque n'a pas passé le tour préliminaire de la Ligue des champions et pointe à la quinzième place du classement de Ligue 1 après 7 journées.
- 27 septembre, Ligue des champions de l'UEFA, 2e journée :

## Octobre
- 2 octobre, Coupe du monde des moins de 17 ans, finale : le Mexique remporte la Coupe du monde de football des moins de 17 ans en s'imposant 3-0 face au Brésil.
- 4 octobre : Francesco Guidolin devient le nouvel entraîneur de l'AS Monaco.
- 9 octobre : Michael Skibbe devient le nouvel entraîneur du Bayer Leverkusen.
- 18 octobre, Ligue des champions de l'UEFA, 3e journée :
  - Groupe A : Bayern Munich 2–1 Juventus
  - Groupe D : Manchester United 0–0 Lille OSC
- 25 octobre, Coupe de la Ligue : élimination dès son entrée dans la compétition pour l'Olympique lyonnais. L'OL s'incline aux tirs au but face au FC Nantes après un score nul de un partout.
- 31 octobre : Javier Clemente devient le nouvel entraîneur de l'Athletic Bilbao. Il succède à José Luis Mendilibar. Le club basque occupe la place de lanterne rouge de la Liga.

## Novembre
- 2 novembre, Ligue des champions de l'UEFA, 4e journée :
  - Groupe A : Juventus 2-1 Bayern Munich
  - Groupe D : Lille OSC 1-0 Manchester United
- 9 novembre : Hans Meyer devient le nouvel entraîneur du FC Nuremberg.
- 12 novembre, Ligue des champions de la CAF, finale retour : les Égyptiens d'Al Ahly Le Caire s'imposent 3-0 à domicile face aux Tunisiens de l'Étoile sportive du Sahel. Après le match aller sans but, c'est donc Al Ahly qui remporte l'épreuve.
- 13 novembre, Major League Soccer (MLS) : Los Angeles Galaxy remporte le championnat de MLS en s'imposant 1-0 après prolongation en finale face à New England Revolution.
- 18 novembre : le capitaine emblématique de Manchester United, Roy Keane, quitte les Red Devils après plus de 12 ans passés au club.
- 19 novembre, Championnat d'Espagne : à Santiago Bernabéu, le FC Barcelone s'impose 3-0 sur le Real Madrid. Le brésilien Ronaldinho est l'auteur d'un doublé.
- 20 novembre, Coupe UEFA féminine, demi-finales aller : exploit de Montpellier qui bat les favorites allemandes sur leurs terres. 1.FFC Francfort 0-1 Montpellier HSC. Ludivine Diguelman marque l'unique but de la partie à la 50e minute. Dans l'autre demi-finale, succès à l'extérieur également pour Djurgardens IP chez les tenantes du titre, 1.FFC Turbine Potsdam (Allemagne). Menées 2-0 à 12 minutes du coup de sifflet final, les Suédoises inscrivent trois buts en toute fin de partie.
- 23 novembre, Ligue des champions de l'UEFA, 5e journée :
  - Groupe F: Real Madrid 1-1 Olympique lyonnais
- 25 novembre : décès du footballeur nord-irlandais George Best.
- 26 novembre, Coupe UEFA féminine, demi-finales retour : Montpellier HSC 2-3 1.FFC Francfort. Les Allemandes sont qualifiées en finale au bénéfice des buts marqués à l'extérieur.
- 27 novembre, Coupe UEFA féminine, demi-finales retour : les tenantes du titre, 1.FFC Turbine Potsdam (Allemagne) renversent la tendance du match aller en allant chercher leur qualification pour la finale en Suède (2-5) face à Djurgardens IP. La finale des 20 et 28 mai 2006 (aller et retour) opposera donc deux clubs allemands : 1.FFC Turbine Potsdam, vainqueur en 2005 et 1.FFC Francfort, vainqueur en 2002.
- 28 novembre : sans surprise, le Brésilien Ronaldinho est désigné Ballon d'or France football 2005, 50e du nom.

## Décembre
- 4 décembre :
  - Championnat du Brésil : fin du championnat brésilien, mais le champion n'est toujours pas connu officiellement en raison d'une décision de justice, toujours en attente, concernant le club leader : le SC Corinthians.
  - Vanderlei Luxemburgo est limogé de son poste d'entraîneur du Real Madrid. Juan Ramon Lopez Caro, jusque là entraîneur de l'équipe réserve, assure l'intérim.
- 6 décembre, Ligue des champions de l'UEFA, 6e journée :
  - Groupe F: Olympique lyonnais 2-1 Rosenborg BK (1er but de Karim Benzema en Ligue des Champions à 17 ans),
  - Groupe G: Chelsea 0-0 Liverpool
- 7 décembre, Ligue des champions de l'UEFA, 6e journée :
  - Groupe D : Benfica Lisbonne 2-1 Manchester United (élimination surprise des mancuniens derniers du groupe).
- 16 décembre, Championnat de France : première défaite de la saison pour l'Olympique lyonnais. C'est le Lille OSC qui parvient à s'imposer face à l'OL (1-3 à Gerland).
- 18 décembre : le São Paulo FC remporte le Mondial des clubs contre Liverpool.
- 27 décembre : le PSG se sépare de son entraîneur, Laurent Fournier. Guy Lacombe prend le relais.

## Principaux champions nationaux 2005
- Argentine : tournoi d'ouverture : Boca Juniors
- Brésil : SC Corinthians
- Finlande : Anjalankoski
- Maroc : AS FAR
- Mexique : tournoi d'ouverture : Toluca
- Norvège : Vålerenga IF
- Russie : CSKA Moscou
- Suède : Djurgårdens IF
- États-Unis : MLS : Los Angeles Galaxy

## Naissances
Plus d'informations : Liste d'acteurs du football nés en 2005.
- Mathys Tel, footballeur français.
- Leny Yoro, footballeur français.
- Arda Güler, footballeur turc.
- Jobe Bellingham, footballeur anglais.
- Malick Fofana, footballeur belge.

## Principaux décès
Plus d'informations : Liste d'acteurs du football morts en 2005.
- 2 janvier : décès à 64 ans de Bernard Béreau, joueur français[1].
- 3 janvier : décès à 84 ans de Guy Campiglia, joueur français devenu entraîneur[2].
- 6 janvier : décès à 59 ans de Jean-Luc Fugaldi, joueur français[3].
- 8 janvier : décès à 35 ans de Suad Katana, international bosnien[4].
- 23 janvier : décès à 83 ans de Salvador Sagrera, joueur espagnol ayant remporté 2 Championnat d'Espagne.
- 7 février : décès à 27 ans de Nedžad Botonjič, joueur slovène[5].
- 14 février : décès à 87 ans de Ron Burgess, international gallois ayant remporté le Championnat d'Angleterre 1951 devenu entraîneur.
- 17 février : décès à 69 ans d'Omar Sivori, international Argentin et italien ayant remporté le Ballon d'or 1961, la Copa América 1957, 3 Championnat d'Argentine, 3 Championnat d'Italie et 3 Coupe d'Italie devenu entraîneur. Il fut également sélectionneur de l'Argentine[4].
- 24 février : décès à 78 ans de Thadée Cisowski, international français[6].
- 26 février : décès à 81 ans de Maryan Marresch, joueur français[7].
- 26 février : décès à 57 ans de Gérard Papin, joueur français[8]
- 28 février : décès à 73 ans de Giovanni Invernizzi, international italien devenu entraîneur ayant remporté le championnat d'Italie 1971.
- 3 mars : décès à 77 ans de Rinus Michels, international néerlandais ayant remporté le Championnat des Pays-Bas 1957 puis comme entraîneur la Coupe d'Europe des Clubs Champions en 1971, la Coupe des Villes de Foire en 1971, 4 Championnat des Pays-Bas, 3 Coupe des Pays-Bas, le Championnat d'Espagne en 1974, la Coupe d'Espagne en 1978 et la Coupe d'Allemagne en 1983. Il fut également sélectionneur de son pays remportant le Champion d'Europe des Nations en 1988[4].
- 4 mars : décès à 87 ans de José Bayo, joueur espagnol.
- 9 mars : décès à 80 ans d'István Nyers, international hongrois ayant remporté 2 Championnat de Hongrie et 2 Championnat d'Italie[9].
- 10 mars : décès à 87 ans de Marian Pachurka, joueur français[10].
- 15 mars : décès à 77 ans de Bill McGarry, international Anglais devenu entraîneur. Il fut également sélectionneur de l'Arabie Saoudite.
- 15 mars : décès à 78 ans d'Armand Seghers, international belge ayant remporté la Coupe de Belgique en 1964[11].
- 3 avril : décès à 85 ans de Kader Firoud, international français devenu entraîneur.
- 4 avril : décès à 69 ans de Jean-Marie Courtin, joueur Français remportant en 1963 le Championnat de France et la Coupe de France.
- 8 avril : décès à 77 ans de Maurice Lafont, international français devenu entraineur[12].
- 11 avril : décès à 97 ans de Lucien Laurent, international français devenu entraîneur[4].
- 4 mai : décès à 80 ans de René Samzun, joueur français[13].
- 5 mai : décès à 80 ans de Willy Steffen, international suisse ayant remporté 4 Championnat de Suisse et 2 Coupe de Suisse.
- 7 mai : décès à 25 ans d'Otilino Tenorio, international équatorien ayant remporté 3 Championnat d'Équateur.
- 8 mai : décès à 49 ans de Gianpietro Zappa, international suisse.
- 8 mai : décès à 64 ans de Wolfgang Blochwitz, international est-allemand ayant remporté 2 Championnat de RDA et 4 Coupe de la RDA.
- 27 mai : décès à 54 ans de Boudewijn Braem, joueur puis entraîneur belge[4].
- 29 mai: décès à 81 ans de Gé van Dijk, international néerlandais ayant remporté 2 Championnat des Pays-Bas.
- 2 juin : décès à 81 ans de Vicente Colino, joueur espagnol.
- 3 juin : décès à 76 ans de Robert Forno, joueur français[14].
- ? juin : décès à 93 ans de Miguel Pacheco, joueur péruvien ayant remporté 2 Championnat du Pérou.
- ? juillet : décès à 83 ans de Manuel Rivera Sánchez, international péruvien ayant remporté le championnat du Pérou 1950.
- 26 juillet : décès à 71 ans de Mario David, international italien ayant remporté la Coupe d'Europe des clubs champions en 1963 et le Championnat d'Italie en 1963 devenu entraîneur.
- 7 août : décès à 91 ans de Corrado Tamietti, joueur puis entraîneur italien.
- 16 août : décès à 78 ans de Karl-Erik Andersson, international suédois ayant remporté la médaille de bronze aux Jeux olympiques 1952 et le Championnat de Suède 1955.
- 16 août : décès à 83 ans de Michel Pavic, joueur yougoslave devenu entraîneur ayant remporté 3 Championnat de Yougoslavie, 3 Coupe de Yougoslavie, le Championnat du Portugal 1975, 2 Coupe de Belgique et la Coupe d'Espagne 1973[15].
- 19 août : décès à 48 ans d'Oscar Muller, joueur franco-argentin ayant remporté 3 Championnat de France et la Coupe de France en 1979[16].
- 8 septembre : décès à 72 ans de Noel Cantwell, international irlandais ayant remporté 2 Championnat d'Angleterre et la  Coupe d'Angleterre 1963 devenu entraîneur.
- 12 septembre : décès à 47 ans d'Alain Polaniok, joueur puis entraîneur français[17].
- 17 septembre : décès à 80 ans de Hermidita, joueur espagnol.
- 27 septembre : décès à 84 ans de Karl Decker, international allemand et autrichien devenu entraîneur. Il fut également sélectionneur de l'Autriche.
- 2 octobre : décès à 77 ans de Claude Battistella, joueur français ayant remporté la  Coupe de France 1951[18],[19].
- 3 octobre : décès à 64 ans de Francesco Scoglio, entraîneur italien qui fut également sélectionneur de la Tunisie et de la Libye.
- 11 octobre : décès à 87 ans d'André Riou, joueur français devenu entraîneur ayant remporté le Championnat de Belgique 1958 et la Coupe de Belgique 1954[20].
- 13 octobre : décès à 70 ans de Louis Polonia, joueur français[21].
- 17 octobre : décès à 73 ans de Carlos Gomes, international portugais ayant remporté 4 Championnat du Portugal, la Coupe du Portugal 1954, la Coupe du Maroc 1966 puis comme entraîneur le Championnat d'Algérie 1971.
- 18 octobre : décès à 71 ans de Johnny Haynes, international anglais.
- 25 octobre : décès à 91 ans de Mario Cabanes, joueur espagnol.
- 27 octobre : décès à 90 ans de George Swindin, joueur Anglais ayant remporté 2 Championnat d'Angleterre et la Coupe d'angleterre 1950 devenu entraîneur.
- 28 octobre : décès à 66 ans d'Alberto Ormaetxea, joueur espagnol ayant remporté 2 Championnat d'Espagne devenu entraîneur.
- 2 novembre : décès à 86 ans de Ferruccio Valcareggi, joueur puis entraîneur italien. Il fut également sélectionneur de son pays remportant le championnat d'Europe 1968.
- 6 novembre : décès à 76 ans de Gavril Stoyanov, international bulgare ayant remporté la médaille de bronze aux Jeux olympiques 1956 devenu entraîneur.
- 9 novembre : décès à 83 ans de Marceau Somerlinck, joueur français ayant remporté 2 Championnat de France et 5 Coupe de France[22].
- 14 novembre : décès à 86 ans d'Erich Schanko, international allemand ayant remporté 2 Championnat d'Allemagne.
- 25 novembre : décès à 59 ans de George Best, international nord-irlandais ayant remporté le Ballon d'or 1968, la Coupe des clubs champions européens 1968 et 2 Championnat d'Angleterre.
- 29 novembre : décès à 26 ans de David di Tommaso, joueur français[23].
- 10 décembre : décès à 80 ans de Jean Thuane, joueur français[24].
- 20 décembre : décès à 60 ans d'Alfredo Arango Narváez, international colombien ayant remporté 3 Championnat de Colombie[25].
- 20 décembre : décès à 66 ans d'Óscar López, international colombien ayant remporté 5 Championnat de Colombie[25].
- 26 décembre : décès à 57 ans de Frank Schrauwen, joueur belge ayant remporté la Coupe de Belgique en 1979[26].
- 31 décembre : décès à 87 ans de José Valle, joueur espagnol ayant remporté 2 Championnat d'Espagne et la Coupe d'Espagne 1942 devenu entraîneur.